# Walther Ascher
Walther Ascher (* 21. Juni 1900 in Eberstadt; † 8. Januar 1980) war ein deutscher Jurist. Er war von 1950 bis 1967 Richter am Bundesgerichtshof.

## Werdegang
Ascher, jüdischer Herkunft, bestand beide juristische Examina mit „gut“ und wurde Amtsgerichtsrat in Offenbach. Er bekannte sich zur Weimarer Republik, war Mitglied des hessischen Republikanischen Richterbundes, wählte 1932 und 1933 die Zentrumspartei bzw. die SPD. Aufgrund des Gesetzes zur Wiederherstellung des Berufsbeamtentums verlor er im Juni 1933 seine berufliche Stellung. Anschließend wanderte er nach Palästina aus, wo er sich in Tel Aviv als Rechtsanwalt niederließ.
Nach der Kapitulation Deutschlands kehrte er in seine Heimat zurück, wo er als rassisch Verfolgter anerkannt wurde. Im Juli 1947 wurde er beauftragter Richter am Landgericht Darmstadt. Er genoss die Unterstützung des Rechtsanwalts und Notars Karl Kanka, der in dieser Zeit Mitglied des Landtags und stellvertretender Vorsitzender der CDU-Fraktion war. Dieser bat den damaligen hessischen Justizminister (und späteren Ministerpräsidenten) Georg-August Zinn (SPD), Ascher zu befördern, „mindestens in die Stelle (…), die er erreicht hätte, wenn das schädigende Ereignis nicht eingetreten wäre“, womit er die nationalsozialistische Verfolgung umschrieb. Dazu war Zinn auch bereit.
Auf Vorschlag Zinns wurde Ascher am 2. Oktober 1950 zum Richter am Bundesgerichtshof (BGH) ernannt. Im Februar 1958 wurde er Vorsitzender des IV. Zivilsenats, dem er zuvor als Beisitzer angehört hatte. Diese Position behielt er bis zu seiner Pensionierung Ende 1967, als er als einer der dienstältesten Richter des BGH ausschied.
Walther Ascher war als stellvertretender Vorsitzender des IV. Zivilsenats federführend am BGH-Urteil vom 7. Januar 1956 zum Bundesentschädigungsgesetz (BEG) beteiligt,  in welchem das NS-Unrecht gegen Sinti und Roma im Zeitraum von 1940 bis 1943 mit Urteilsgründen gerechtfertigt wurde, die für eine rassistische oder gar nationalsozialistische Denkweise sprechen und zum Teil mit einem Kriminalistiklehrbuch aus der NS-Zeit belegt wurden. Die BGH-Präsidentin Bettina Limperg sprach 2015 im Bezug auf dieses Urteil von „unvertretbarer Rechtsprechung“, für die „man sich nur schämen könne“. Der Justizhistoriker Klaus-Detlev Godau-Schüttke zieht angesichts Aschers Lebenslaufs in Erwägung, dass er bei der Urteilsfindung überstimmt wurde, was sich aber aufgrund der Geheimhaltungspflicht nicht feststellen lässt.
Eine Entschädigung für Verurteilungen wegen Kriegsdienstverweigerung, Fahnenflucht oder Wehrkraftzersetzung lehnte der IV. Zivilsenat 1961 ab, weil diese Urteile im Allgemeinen nicht gegen rechtsstaatliche Grundsätze verstoßen hätten und solche Handlungen auch in Ländern mit rechtsstaatlicher Verfassung, zum z. B. in den westeuropäischen Staaten, während des Krieges mit Strafe bedroht waren.